# Synagoga w Belfaście
Synagoga w Belfaście – obecnie jedyna czynna synagoga znajdująca się w Belfaście, stolicy Irlandii Północnej, przy 40 Somerton Road.
Synagoga została zbudowana w 1964 roku, w stylu modernistycznym. Posiada unikatowy nieregularny układ, gdzie sala główna ma kształt koła. Wewnątrz nie posiada galerii dla kobiet, lecz podnoszoną platformę, po stronach elewacji bocznych. Dach jest podpierany na betonowych podporach, które kształtują motyw gwiazdy Dawida.